# Liste der Biografien/Langw
Liste der Biografien |
Portal Biografien |
Personensuche
# |
A |
B |
C |
D |
E |
F |
G |
H |
I |
J |
K |
L |
M |
N |
O |
P |
Q |
R |
S |
T |
U |
V |
W |
X |
Y |
Z |
?
 
La |
Lb |
Lc |
Le |
Lg |
Lh |
Li |
Lj |
Ll |
Lm |
Lo |
Lp |
Lt |
Lu |
Lv |
Lw |
Lx |
Ly |
Lz
 
Laa |
Lab |
Lac |
Lad |
Lae–Lah |
Lai |
Laj |
Lak |
Lal |
Lam |
Lan |
Lao |
Lap |
Laq |
Lar |
Las |
Lat |
Lau |
Lav |
Law |
Lax |
Lay |
Laz
 
Lana |
Lanc |
Land |
Lane |
Lanf |
Lang |
Lanh |
Lani |
Lanj |
Lank |
Lanl |
Lanm |
Lann |
Lano |
Lanp |
Lanq |
Lanr |
Lans |
Lant |
Lanu |
Lanv |
Lanw |
Lanx |
Lany |
Lanz
 
Langa |
Langb |
Langd |
Lange |
Langf |
Langg |
Langh |
Langi |
Langj |
Langk |
Langl |
Langm |
Langn |
Lango |
Langr |
Langs |
Langt |
Langu |
Langv |
Langw 
Die Liste der Biografien führt alle Personen auf, die in der deutschsprachigen Wikipedia einen Artikel haben. Dieses ist eine Teilliste mit 17 Einträgen von Personen, deren Namen mit den Buchstaben „Langw“ beginnt.

## Langw

### Langwa
- Langwagen, Christian Gottlob († 1805), deutscher Architekt und Braunschweiger Hofbaumeister
- Langwald, Karl (1886–1945), deutscher römisch-katholischer Geistlicher und Märtyrer
- Langway, Rod (* 1957), US-amerikanischer Eishockeyspieler und -trainer

### Langwe
- Langweg, Gustav (1897–1950), Oberbürgermeister der Stadt Mülheim an der Ruhr
- Langweil, Anton (1791–1837), böhmischer Lithograf, Bibliothekar, Maler und Modellbauer
- Langweil, Florine (1861–1958), französische Kunsthändlerin
- Langwerth von Simmern, Adolf (1797–1846), Offizier und Abgeordneter
- Langwerth von Simmern, Ernst (1865–1942), deutscher Diplomat
- Langwerth von Simmern, Ernst Eberhard Cuno (1757–1809), Brigadegeneral der King’s German Legion
- Langwerth von Simmern, Gottfried (1669–1741), Weihbischof in Regensburg
- Langwerth von Simmern, Heinrich (1833–1914), deutscher Politiker (DHP), MdR
- Langwerth von Simmern, Johann Adolf (1643–1700), Komtur des Deutschen Ordens, Obrist in Kurmainzer Diensten und zuletzt Kommandant der Festung Erfurt

### Langwi
- Langwieder, Stefan (* 1987), deutscher Eishockeyspieler
- Langwiesner, Erich (* 1950), österreichischer Schauspieler und Schriftsteller

### Langwo
- Langworthy, Edward (1738–1802), US-amerikanischer Politiker
- Langworthy, Nick (* 1981), US-amerikanischer Politiker
- Langwost, Heinrich (1874–1944), deutscher Politiker (DHP), MdR, MdL